# Microprotopus raneyi
Microprotopus raneyi es una especie de crustáceo del género Microprotopus, familia Microprotopidae. Fue descrito por Wigley en 1966.  Se encuentra principalmente en el océano Atlántico Norte, Venezuela y Colombia.